# NGC 3792
Désignations
NGC 3792 est une étoile située dans la constellation de la Vierge. L'astronome américain Edward Singleton Holden a enregistré la position de cette étoile 27 avril 1881.
Cette étoile est UCAC4 476-050016. Elle est à 133,670 ± 4,567 0 pc (∼436 al) du système solaire et elle s'en éloigne à une vitesse de 14,09 ± 1,00 km/s